# Jacob Kronika
Jacob Kronika (Broagerland, 8 januari 1897 – Kopenhagen, 3 mei 1982) was schrijver en redacteur van Flensborg Avis in de periode tussen 1960 en 1964.

## Familieachtergrond
Jacob Kronika was de zoon van Peter Christian Kronika en Karen Rijsbrandrup. Peter Christian Kronika was koopman.

## Levensloop
Jacob Kronika heeft aan de universiteiten van Kopenhagen en Kiel gestudeerd. Tijdens de Tweede Wereldoorlog werd hij opgeroepen. Hij werd gestationeerd op verschillende plaatsen in Europa.
Later ging hij werken bij de krant Schlegwiger. Deze krant werkte samen met het Deense Flensborg Avis. Hij werkte als correspondent in Berlijn.
Tussen 1919 en 1931 was hij hoofd van het Deense Secretariaat in Flensburg. Vanaf 1932 tot en met 1945 was hij Deense woordvoerder voor Sydslesvigeres. In die periode zag Jacob Kronika het Derde Rijk ondergaan.
Hij werd ook correspondent voor Today's News, Svenska Dagbladet en andere tijdschriften.
Naast correspondent was Jacob Kronika ook schrijver. In 1927 bracht hij zijn debuutboek uit. Hij zou meerdere werken schrijven.
Jacob Kronika pendelde tussen Duitsland en Denemarken, maar in 1975 verhuisde hij definitief naar Kopenhagen.

## Publicaties
- Enten – Eller, skuespil, 1926.
- Revolution, 1935.
- Toner af Grænsesangen, 1939.
- Berlins Undergang, 1946, tysk udg.: Der Untergang Berlins.
- Lys i Vinduet, 1957.
- Et Demokrati paa Dødslejet, 1958.
- Den røde greve fra Slesvig – Der rote Graf aus Schleswig, 1960.
- Minder fra dengang (Møde med usædvanlige Mennesker i Berlin), 1963.
- Prins Hamlet og Sydslesvig, 1965.
- Midt i fjendens lejr, 1966.
- Kronika fortæller, 1968.
- Manden i Flensborg (Ernst Christiansen-Flensborg Avis), 1969.
- Den sidste slesviger og Ulsnæs-mordene, 1971.